# Bingsu
Patbingsu (hangul: 팥빙수, às vezes romanizado como patbingsoo, literalmente "raspadinha de feijão") é uma sobremesa popular coreana de gelo raspado com coberturas doces, como frutas picadas, leite condensado, xarope de frutas e doce de feijão vermelho. Variedades com ingredientes que não feijão vermelho são chamados bingsu ou bingsoo.
O alimento começou originalmente como raspas de gelo cobertas com pasta de feijão vermelho (conhecido como pat, 팥). Entretanto, a receita foi evoluindo e na Coreia contemporânea existem inúmeras variações da receita.

## História
As primeiras versões de patbingsu consistiam em raspas de gelo e dois ou três ingredientes, geralmente pasta de feijão vermelho, tteok, e nozes em pó. As formas mais antigas de patbingsu datam da Dinastia Joseon (1392-1910). Registros oficiais do governo mostram seus oficiais comendo sobremesas de gelo cobertas com várias frutas.
As formas modernas de patbingsu são originárias do período da ocupação japonesa na Coreia (1910-1945), com a introdução de pratos frios que utilizam pasta de feijão vermelho. No entanto, a combinação da pasta com gelo raspado é invenção coreana. Durante a Guerra da Coreia (1950-1953), a influência estrangeira levou à inclusão de novos ingredientes nas receitas de patbingsu, como frutas picadas, sorvete, nozes, grãos e sementes, xaropes e chantilly. Nos anos 1970 e 1980, o uso de cerejas maraschino na receita se popularizou.
Hoje em dia, é comum encontrar no país versões da sobremesa que se estruturam como os sundaes, com camadas de gelo raspado intercaladas com coberturas variadas; entre os ingredientes populares para os novos patbingsu, estão mochis levemente torrados, pérolas de tapioca (similar ao sagu), cereais matinais e bolas de sorvete comum.

## Variações
Há uma grande variedade de tipos e sabores de patbingsu. Muitos bingsus não seguem a preparação tradicional, com alguns não incluindo nem mesmo a pasta de feijão vermelho. Alguns sabores populares são chá verde, café e iogurte. Também existem versões do doce em sabores menos convencionais, como vinho e queijo, este último servido em uma popular cadeia coreana de cafés especializados em servir sobremesas, chamada Sulbing.

## Disponibilidade

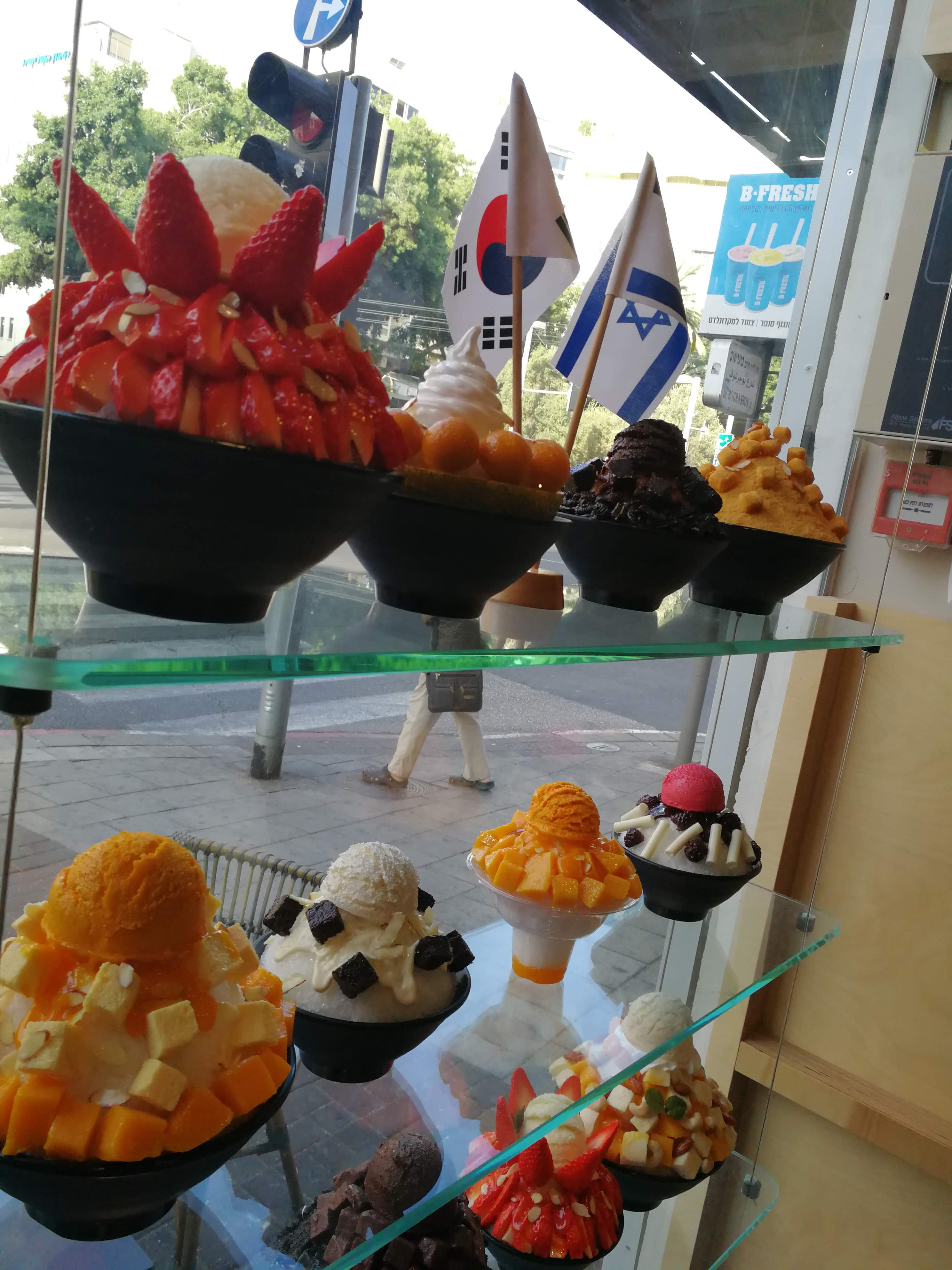
Vitrine de Bingsu

Patbingsu pode ser encontrado na maioria das lanchonetes de fast food, restaurantes, cafés e padarias na Coreia do Sul. Patbingsu também é uma sobremesa muito popular em cafés em Koreatowns de Vancouver, no Canadá, e Nova Iorque, Los Angeles e Atlanta, nos Estados Unidos.

## Galeria

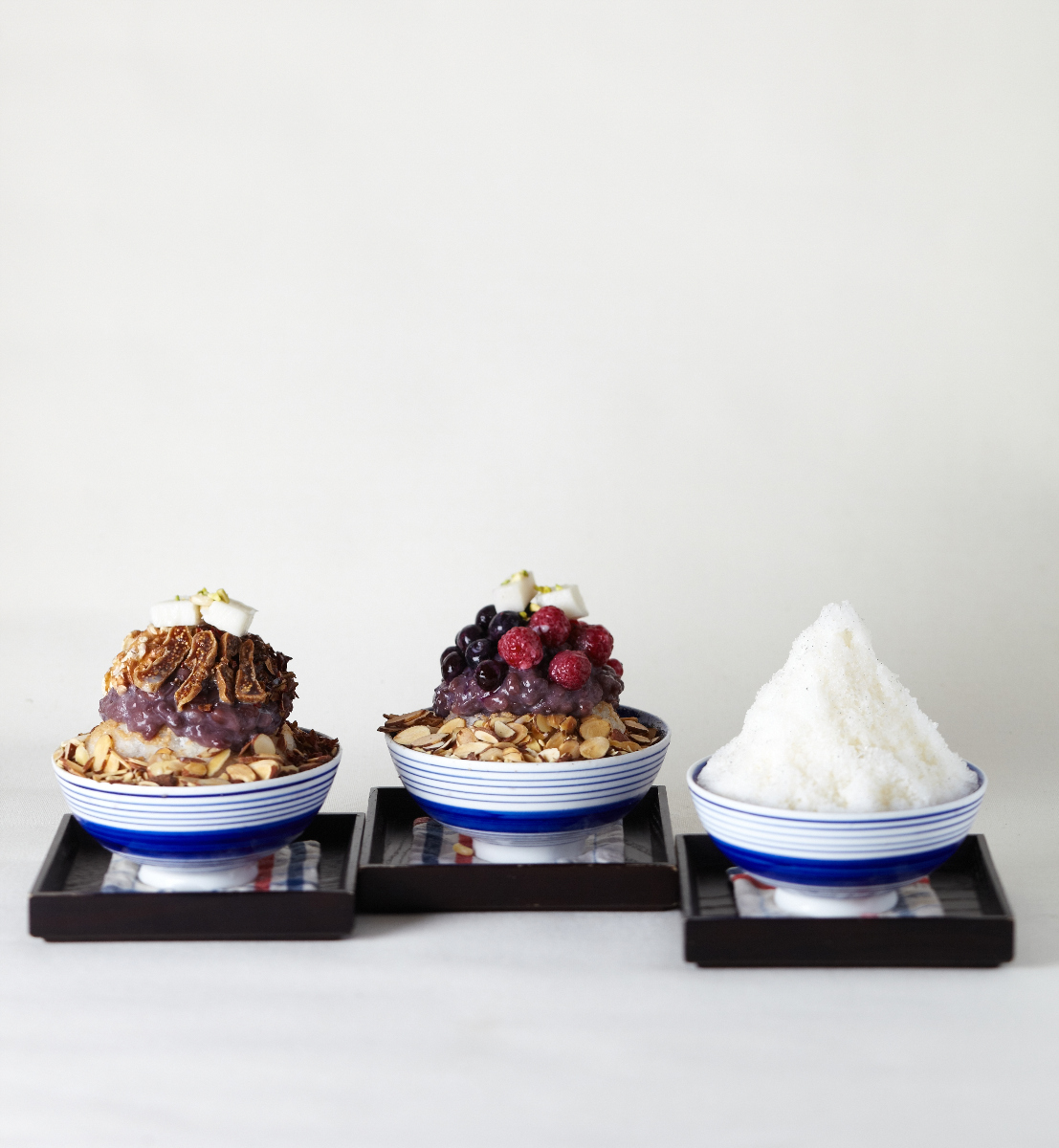
Bingsu variados
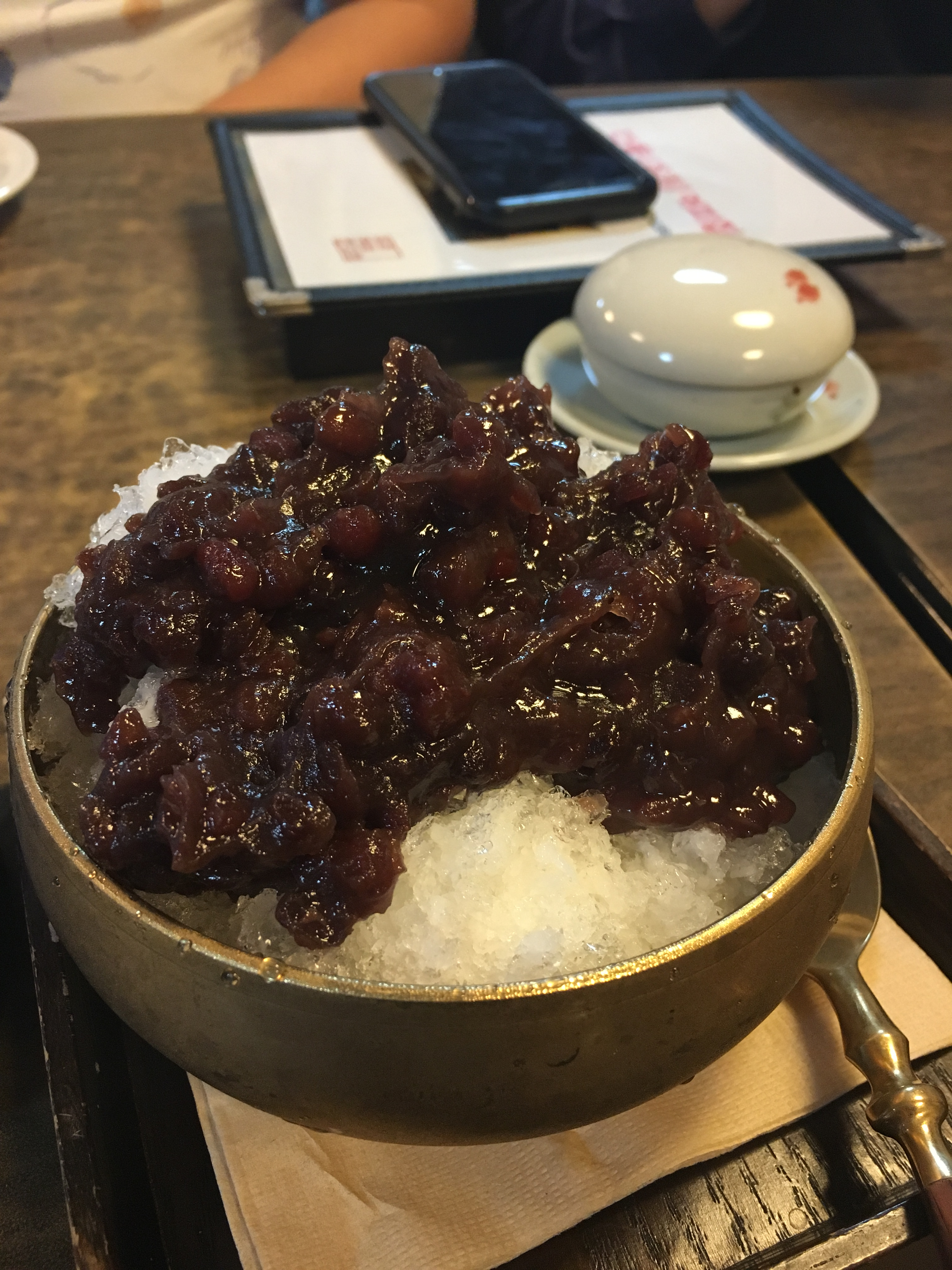
Patbingsu
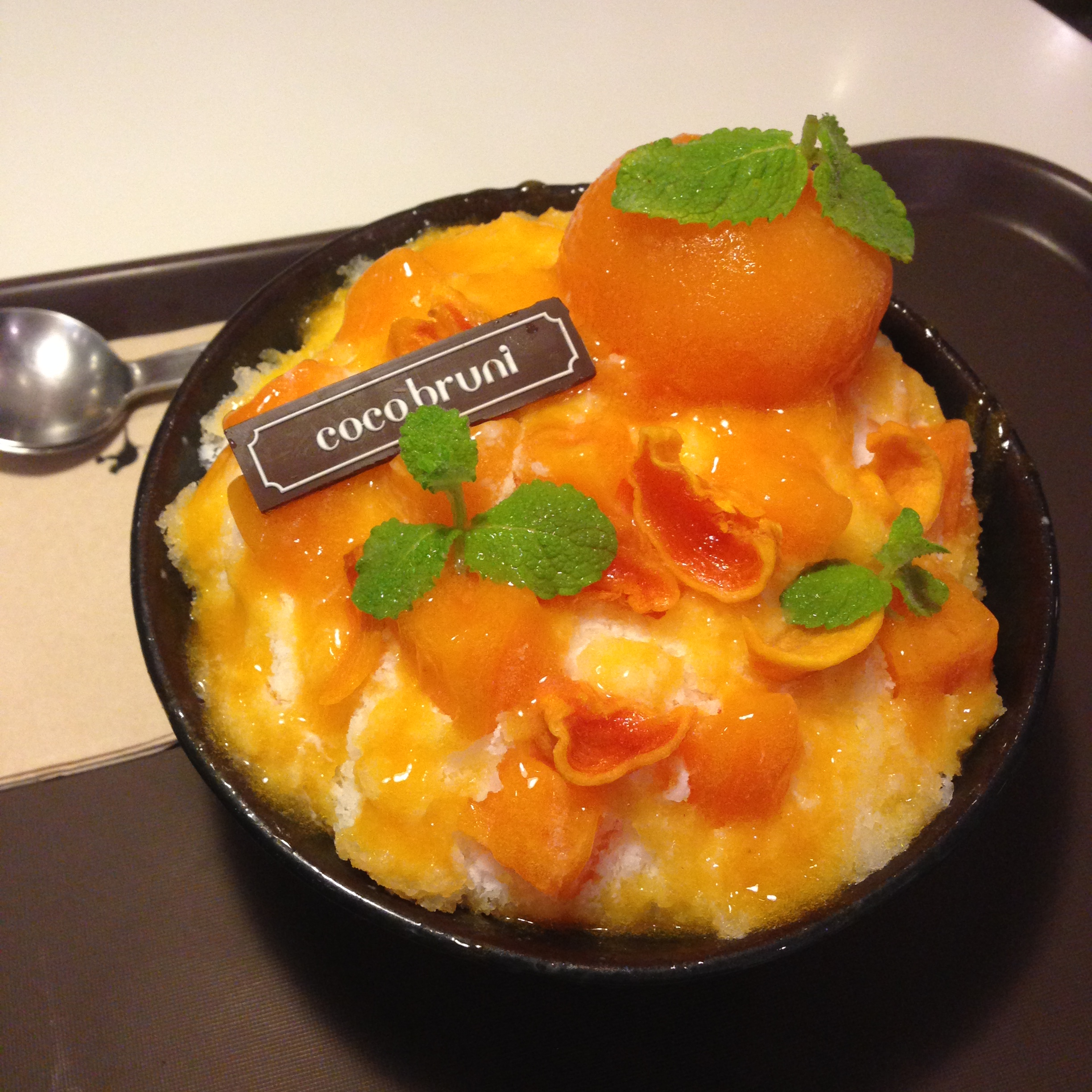
Bingsu de caqui
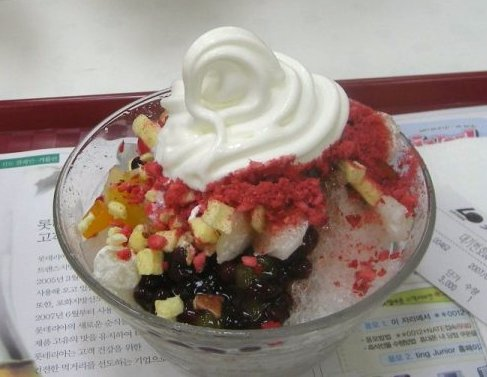
Versão de bingsu com sorvete
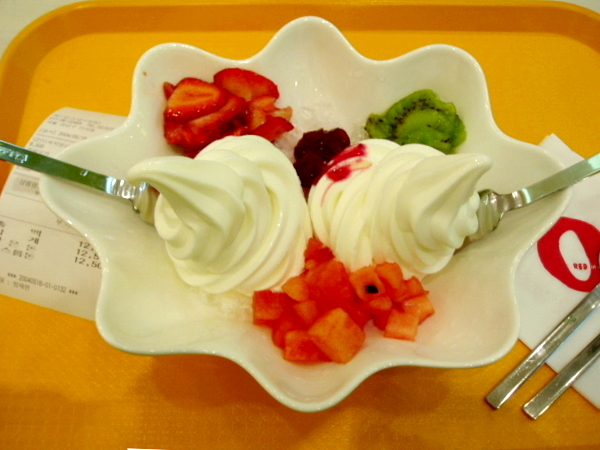
Bingsu de iogurte
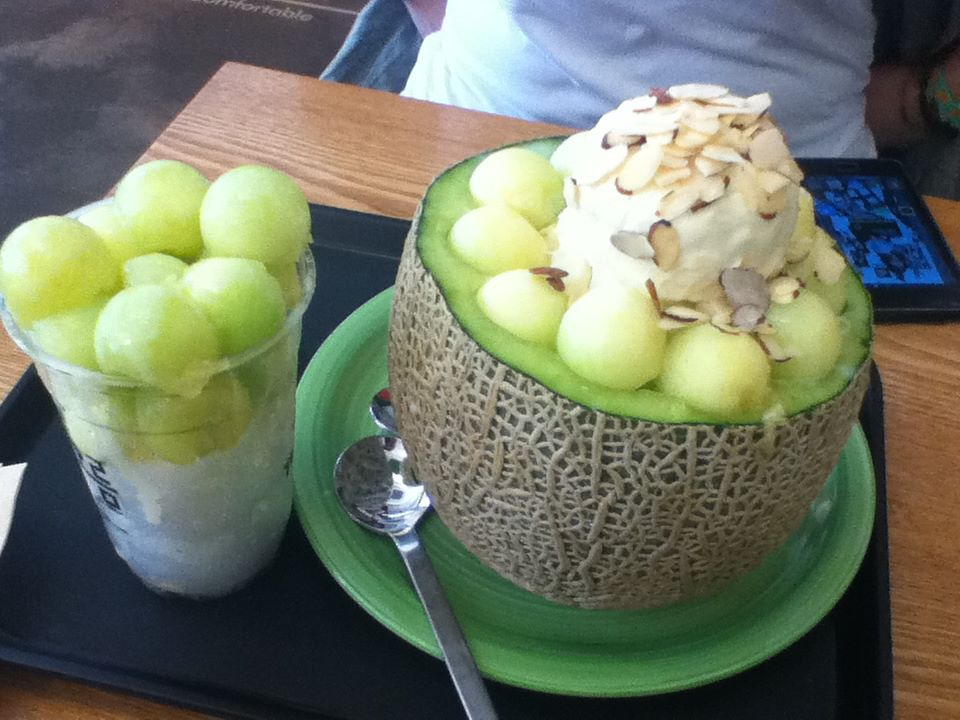
Bingsu de melão
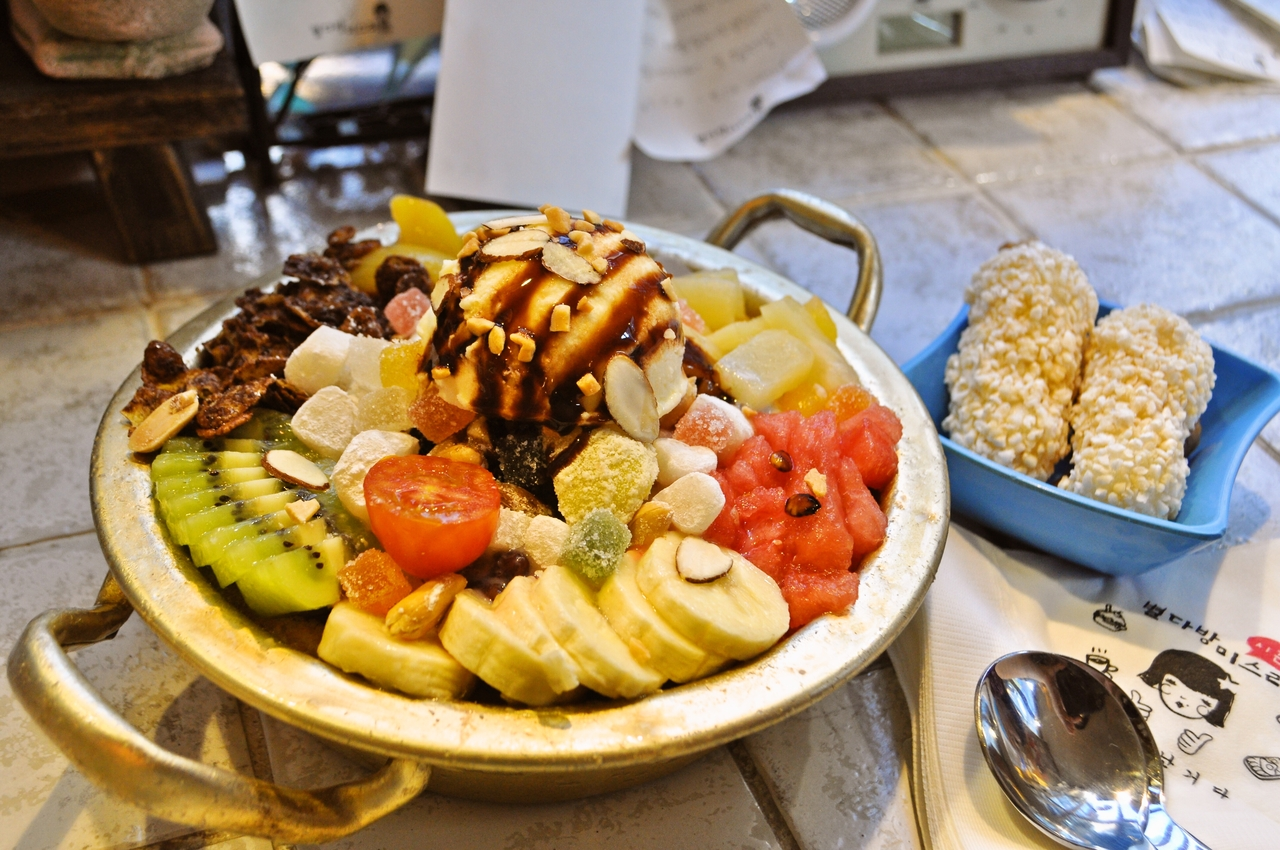
Patbingsu com cobertura de frutas
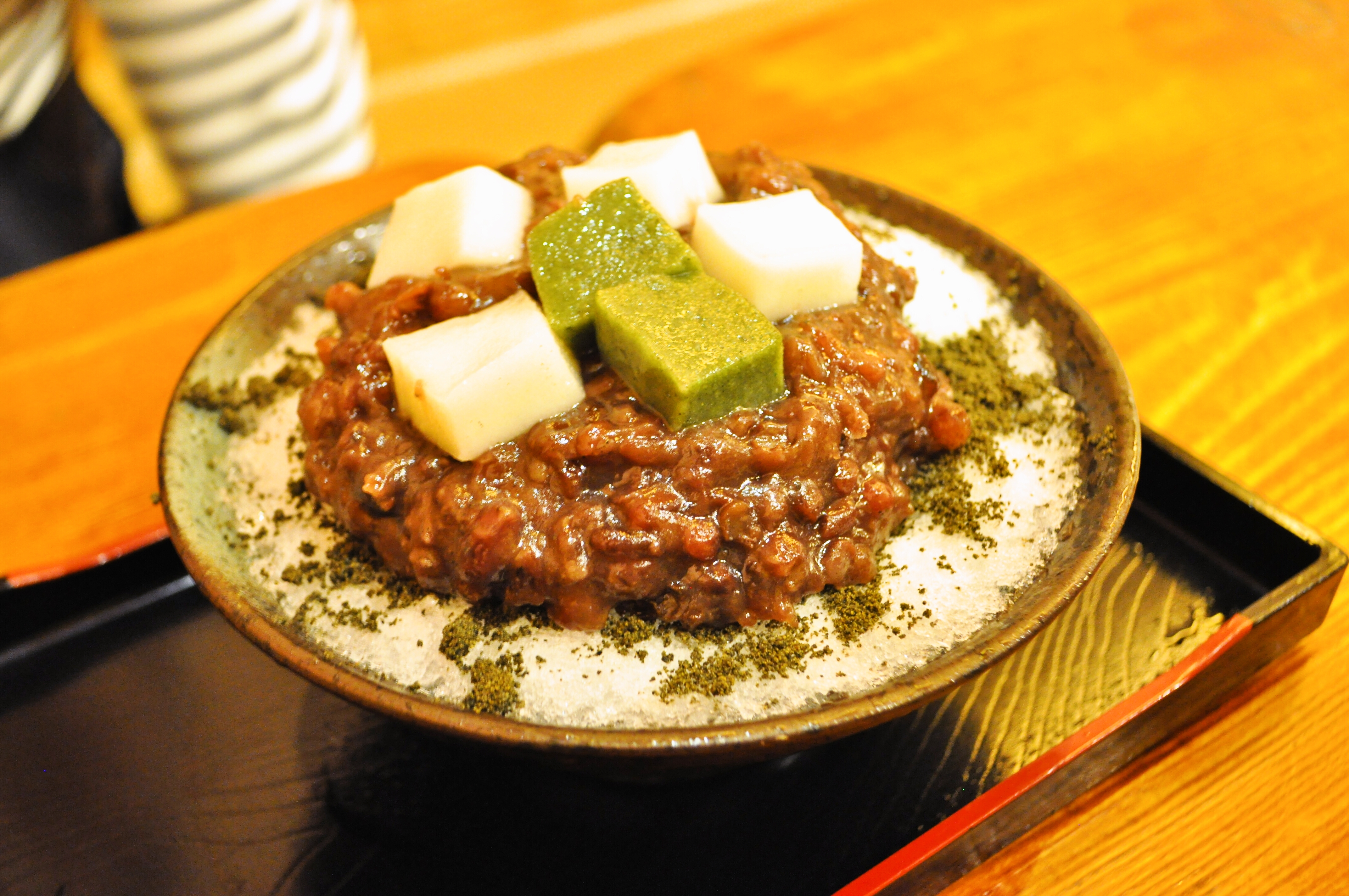
Bingsu de gergelim
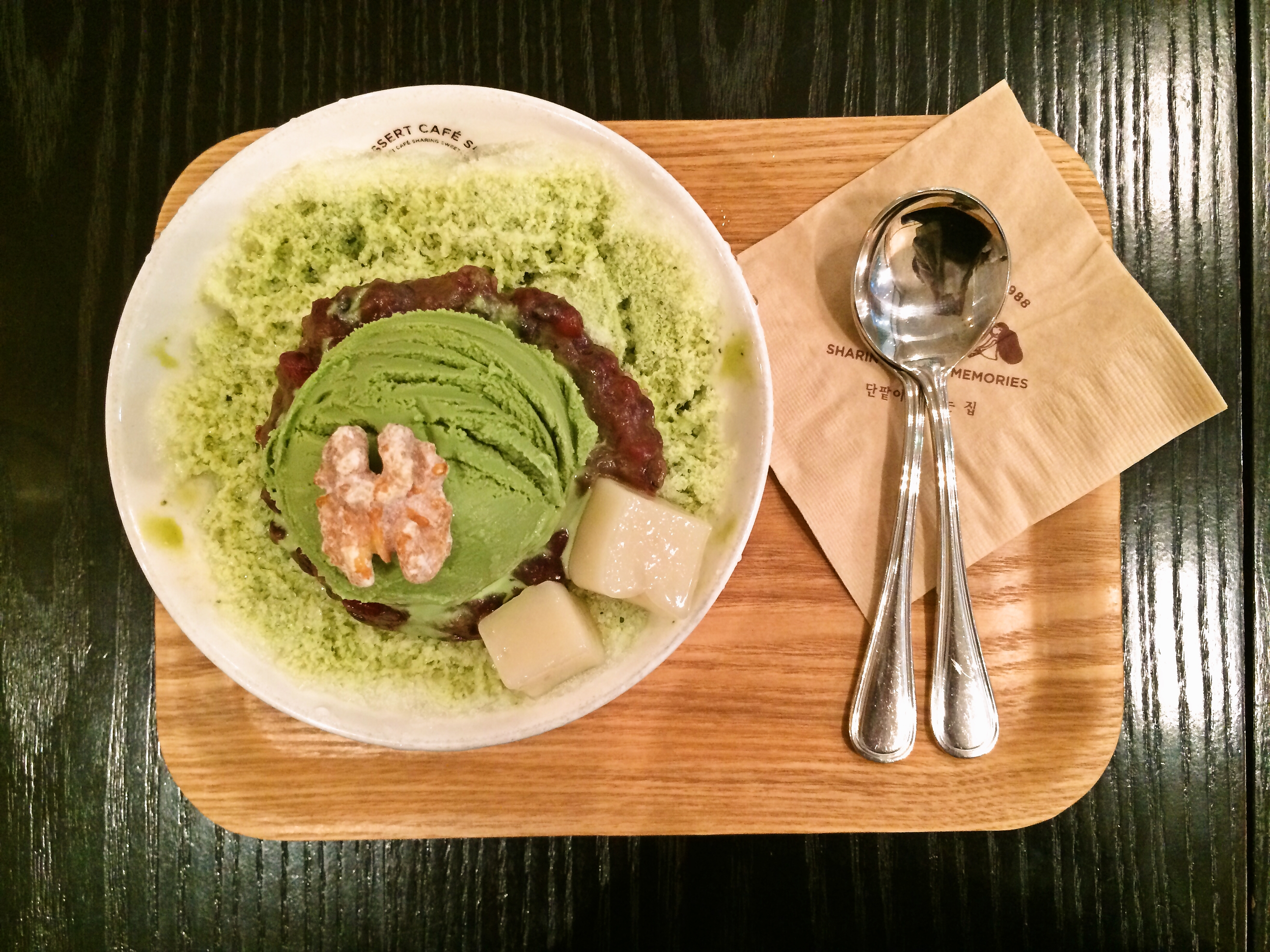
Patbingsu de matcha
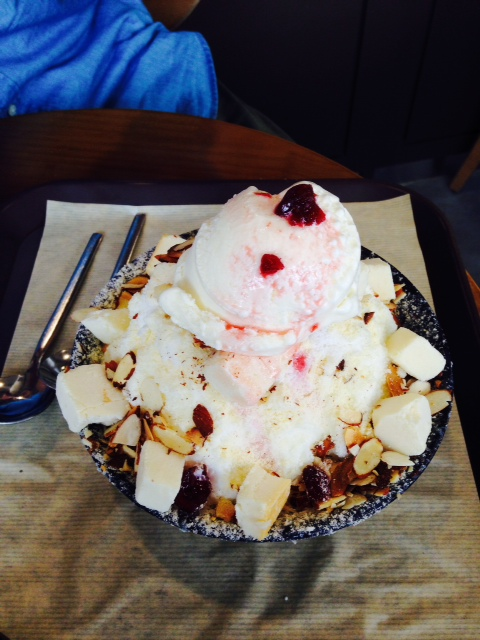
Bingsu de queijo
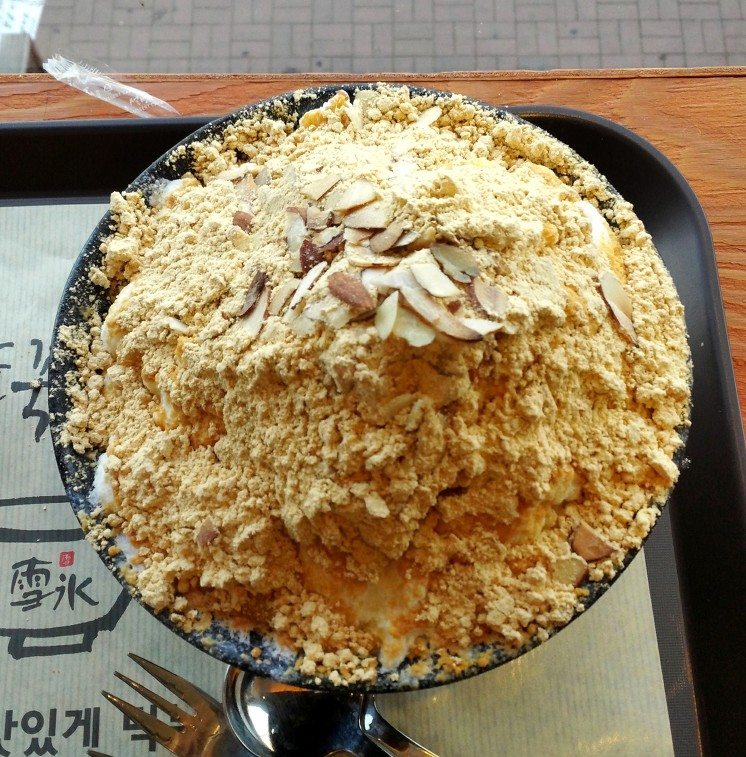
Injeolmi-bingsu com cobertura de kong-gomul (soja triturada)